# Marion Alessandra Becker
Marion Alessandra Becker, geb. Schützendorf (* 8. Juli 1963 in Berlin-Wedding) ist eine deutsche Schauspielerin.

## Leben
Als Jugendliche sammelte Becker erste Dreherfahrungen und übernahm 1981 die weibliche Hauptrolle der „Evi“ in der Ottokar-Runze-Produktion Das Ende vom Anfang unter der Regie von Christian Görlitz.
Als junge Frau schlug sie zunächst einen anderen beruflichen Weg ein und kehrte erst 2014 ins Schauspielfach zurück. Sie spielte die „Molli Probst“ in Daniel Calls bürgerlichem Damendrama Wetterleuchten unter der Regie von Mona Glass und war in dem Sat.1-Format Anwälte im Einsatz als Jugendamtsmitarbeiterin „Andrea Maifeld“ in mehreren Episoden zu sehen.
2015 wurde sie in einer Doppelrolle in dem Theaterstück Marlene 1945 – In den Ruinen von Berlin von Alexander Katt besetzt. Außerdem spielte sie die „Véronique“ in Gott des Gemetzels erneut unter der Regie von Mona Glass. 2016 und 2017 folgten weitere Theaterpremieren. Neben Shakespeares Titus Andronicus unter der Regie von Sascha Weipert stand sie auch als „Valerie von Kant“ in Fassbinders Die bitteren Tränen der Petra von Kant auf der Bühne. Sie ist Teil des Ensembles in der freien Stückentwicklung „Playground Medicus“ von Nicole Felden.
2016 übernahm sie in dem Kinderfilm Königin von Niendorf die Rolle der Sekretärin. Der Film wurde 2017 auf dem Max-Ophüls-Preis uraufgeführt und auf über 35 internationalen und nationalen Filmfestivals (u. a. Max-Ophüls-Preis, Giffoni, CineKid, Warschau, Stockholm, München, Hamburg, Goldener Spatz) präsentiert. Auf dem Achtung Berlin new berlin film award wurde er als Bester Mittellanger Film ausgezeichnet und erhielt eine lobende Erwähnung für das Beste Drehbuch. Am 15. Februar 2018 startete der Film bundesweit in den Kinos und ist in der Vorauswahl zur Nominierung für den Deutschen Filmpreis.
2017 drehte Becker verschiedene Kurz- und Spielfilme (u. a. Voll Rita! von Malte Wirtz und Caraba, ein Spielfilm über die Utopie von Freier Bildung) und wirkte u. a. in dem ZDF TV-Mehrteiler Ku’damm 59 mit. Mit dem Kurzfilm Gestern gibt es nicht wurde die Regisseurin Meike Wüstenberg mit ihrem Cast und Filmteam auf die Internationalen Hofer Filmtage eingeladen. Hier spielte sie an der Seite von Björn von der Wellen eine Hauptrolle.
2018 drehte sie als „Haushälterin Marianne“ an der Seite von Cornelia Froboess für den Kinofilm Ostwind 4 – Aris Ankunft, der im Februar 2019 in die Kinos kommen soll.[veraltet] Bei der Berliner Compagnie übernahm sie die Rolle der „Aischa“ in deren 30. Theaterproduktion Die Sehnsucht nach dem Frühling und gastiert damit deutschlandweit bis 2020.[veraltet]
Marion Alessandra Becker ist verheiratet und lebt mit ihrem Mann in Berlin. Sie ist die Urenkelin des Opernsängers Leo Schützendorf, der 1924 in der Berliner Staatsoper in der Uraufführung den Wozzeck sang.

## Filmografie (Auswahl)
- 1981: Das Ende vom Anfang
- 2014–2015: Anwälte im Einsatz (Fernsehserie)
- 2016: Königin von Niendorf
- 2016: Eigengrau (Kurzfilmdrama)
- 2017: Voll Rita!
- 2017: Bear’s Eye (Kurzfilm)
- 2017: Die Wunschmaschine (Kurzfilm)
- 2017: Bleedin’ Cunts of Death (Musikkomödie)
- 2017: Gestern gibt es nicht (Kurzfilmdrama)
- 2017: Caraba
- 2018: Ku’damm 59 (TV-Mehrteiler)
- 2019: Ostwind – Aris Ankunft
- 2021: Ostwind – Der große Orkan
- 2023: All Clowns Are Bastards

## Theatrografie
- 2014: Wetterleuchten von Daniel Call (Theater Boom, Berlin)
- 2015: Gott des Gemetzels von Yasmina Reza (Theaterhaus Mitte, Berlin)
- 2015: Marlene 1945 – In den Ruinen von Berlin von Alexander Katt (Theater O-TonArt, Berlin)
- 2016: Marlene 1945 – In den Ruinen von Berlin von Alexander Katt (Theater O-TonArt, Berlin)
- 2016: Die bitteren Tränen der Petra von Kant von Fassbinder (Theaterhaus Mitte, Berlin)
- 2017: Titus Andronicus von Shakespeare (Theaterforum Kreuzberg, Berlin)
- 2017: Playground Medicus von Nicole Felden (BlackBoxx Theater, Berlin)